# Tawfiq Ziyad
Tawfiq Ziyad, noto come il "poeta della protesta" (in arabo توفيق زياد‎?; traslitterato anche come Tawfik Zayyad; Nazareth, 7 maggio 1929 – 5 luglio 1994), è stato un poeta e politico palestinese con cittadinanza israeliana.
Nato in Galilea quando la regione era ancora sotto mandato britannico, studiò letteratura in Russia. Dopo il ritorno in patria, fu eletto sindaco di Nazaret il 9 dicembre 1973, in rappresentanza del partito comunista Rakah. Una vittoria che «sorprese e allarmò gli israeliani».
Eletto alla Knesset, sempre nelle liste di Rakah, il 31 dicembre 1973, Ziyad si impegnò attivamente per spingere il governo israeliano a rivedere le sue politiche nei confronti della popolazione araba, sia all'interno dello Stato israeliano sia nei territori palestinesi. Fu coautore - con Tawfiq Toubi - di un'inchiesta sulle condizioni delle prigioni israeliane e sull'uso della tortura nei confronti dei detenuti palestinesi che fu pubblicata sul quotidiano Al HaMishmar; lo stesso documento fu trasmesso alle Nazioni Unite dopo la visita degli autori alla prigione di al-Far'ah, il 29 ottobre 1987, e fu citato all'Assemblea Generale dell'ONU, il 23 dicembre dello stesso anno, come «forse la migliore prova della realtà dei resoconti che descrivono le ripugnanti e inumane condizioni a cui sono sottoposti i prigionieri arabi».
Morì il 5 luglio 1994, in uno scontro automobilistico nella valle del Giordano, mentre ritornava a Nazaret da Gerico, dove aveva partecipato all'accoglienza di Yasser Arafat, il presidente dell'OLP, che era ritornato dall'esilio.